# パーペテュアル作戦
パーペテュアル作戦 (Operation Perpetual) は、第二次世界大戦中に何度も行われたイギリス軍のマルタへの戦闘機輸送作戦の一つである。この作戦は1941年11月に実行された。復路、ドイツの潜水艦の攻撃で作戦に参加した空母アーク・ロイヤルが失われた。

## 参加部隊
作戦はH部隊（ジェームズ・サマヴィル中将）によって行われた。参加した艦艇は以下の通りである。2隻の空母には、マルタへ送られるハリケーン戦闘機37機が搭載されていた。
- 空母：アーク・ロイヤル、アーガス
- 戦艦：マレーヤ（旗艦）
- 軽巡洋艦：ハーマイオニー
- 駆逐艦：ラフォレイ、ライトニング、リージョン、ズールー、グルカ、シーク、イサーク・スウェールズ

## 経過
1941年11月10日、H部隊はジブラルタルから出撃した。天候の影響により、戦闘機の発進は一日延期され、11日の昼間はH部隊は西に向かった。11日21時30分、H部隊は再び東に針路を変えた。
12日10時21分までに第1波の、11時12分までに第2波のハリケーンが発艦し、ジブラルタルから来たブレニム爆撃機7機と共にマルタへ向かった。この内マルタに無事到着したのはハリケーン34機、ブレニム7機であった。
12日11時30分、H部隊は針路を西に向け、帰還を開始した。同日午後、H部隊はイタリア軍機に発見された。13日4時13分、リージョンの航跡中で爆発があった。これはおそらくドイツの潜水艦U-205の発射した魚雷であると思われる。
13日15時41分、アーク・ロイヤルの右舷にドイツの潜水艦U-81の発射した魚雷4本の内の1本が命中した。マレーヤとアーガスは駆逐艦3隻に護衛されてジブラルタルへ向かい、同日18時30分にジブラルタルに到着した。
16時48分までにアーク・ロイヤルの乗員の大半は駆逐艦リージョンに移った。20時40分、曳船によってアーク・ロイヤルの曳航が開始された。14日6時、アーク・ロイヤルの傾斜が増大してきたため曳航が中止される。6時13分、アーク・ロイヤルは転覆し沈没した。